# Patinação artística na Universíada de Inverno de 1968
As competições de patinação artística na Universíada de Inverno de 1968 foram disputadas em Innsbruck, Áustria, entre 21 e 28 de janeiro de 1968.

## Medalhistas
| Evento               | Ouro                                            | Prata                                                   | Bronze                                                    | Ref.  |
| -------------------- | ----------------------------------------------- | ------------------------------------------------------- | --------------------------------------------------------- | ----- |
| Individual masculino | Sergei Chetverukhin · União Soviética           | Marián Filc · Tchecoslováquia                           | Gunter Anderl · Áustria                                   | [ 1 ] |
| Individual feminino  | Kumiko Sato · Japão                             | Helli Sengstschmid · Áustria                            | Kazumi Yamashita · Japão                                  | [ 1 ] |
| Duplas               | Bohunka Sramkova · Jan Sramek · Tchecoslováquia | Tatiana Skaranova · Anatoli Evdokimov · União Soviética | Lyudmila Suslina · Aleksandr Tikhomirov · União Soviética | [ 1 ] |
| Dança no gelo        | Heidi Metzger · Herbert Rothkappl · Áustria     | Diana Skotnická · Martin Skotnický · Tchecoslováquia    | nenhum outro competidor                                   | [ 1 ] |

## Quadro de medalhas
| Ordem | País            | Medalha de ouro | Medalha de prata | Medalha de bronze |    |
| ----- | --------------- | --------------- | ---------------- | ----------------- | -- |
| 1     | Tchecoslováquia | 1               | 2                |                   | 3  |
| 2     | Áustria         | 1               | 1                | 1                 | 3  |
| 2     | União Soviética | 1               | 1                | 1                 | 3  |
| 4     | Japão           | 1               |                  | 1                 | 2  |
| TOTAL | TOTAL           | 4               | 4                | 3                 | 11 |